# Omphalophana serrulata
Omphalophana serrulata là một loài bướm đêm thuộc họ Noctuidae. Nó được tìm thấy ở Iran.